# Sony Ericsson K750i
Sony Ericsson K750i – model telefonu komórkowego wyprodukowany przez firmę Sony Ericsson. Zapowiedź jego specyfikacji miała miejsce 1 marca 2005, natomiast po raz pierwszy został zaprezentowany w dniach 10–16 marca 2005 na targach CeBIT w Hanowerze. Na rynku zastępował on model K700i, natomiast jego następcą został Sony Ericsson K800i, wprowadzony w drugim kwartale 2006. Wraz z premierą modelu K750i przedstawiono bliźniacze wobec niego pod względem sprzętowym urządzenia oznaczone jako D750i oraz W800i.

## Opis
Terminal należy do fotograficznej serii tego producenta. Jako jedno z pierwszych urządzeń w tej serii dysponuje zaawansowanym menu aparatu (o układzie podobnym do menu obecnego w aparatach cyfrowych Cyber-Shot firmy Sony). Wbudowany aparat fotograficzny z matrycą o rozdzielczości 2 megapikseli pozwala wykonywać zdjęcia w maksymalnej rozdzielczości 1632 × 1224 pikseli. Wyposażony jest w autofocus, tryb makro, czterokrotny zoom cyfrowy, balans bieli oraz dwie diody LED pełniące funkcję lampy doświetlającej zdjęcia, które mogą ponadto po wybraniu przez użytkownika odpowiedniej opcji w menu działać w trybie latarki lub nadawać sygnał świetlny SOS. Oprogramowanie aparatu pozwala na dodawanie efektów specjalnych do zdjęć, wykonywanie zdjęć seryjnych i panoramicznych oraz ustawienie samowyzwalacza. Urządzenie pozwala również na kręcenie filmów w rozdzielczości 176 × 144 pikseli.
Telefon wyposażony jest w radio z funkcją RDS i odtwarzacz MP3, który posiada korektor graficzny (oferujący wzmocnienie basów – Mega Bass™), pozwala tworzyć własne listy odtwarzania i obsługuje m.in. formaty MP3, AMR, MIDI, WAVE. W terminalu znalazły się też port podczerwieni (IrDA) i Bluetooth. Pamięć urządzenia o pojemności 34 megabajtów można powiększyć o kartę pamięci Memory Stick PRO Duo o pojemności do 2 gigabajtów.
Od początku istnienia tego telefonu na rynku do premiery modelu K800i cieszył się on dużą popularnością wśród nabywców, podobnie jak identyczny pod względem sprzętowym Sony Ericsson W800i. Zachętą do zakupu były jego możliwości, zwłaszcza jakość wbudowanego aparatu fotograficznego, który jako pierwszy taki układ miał funkcję autofocus. Jego dobrą jakość potwierdziły przyznane producentowi nagrody, w tym m.in. European Photo & Imaging Award w kategorii Mobile Imaging przyznana w lipcu 2005 w Kolonii przez zrzeszającą 31 pism fotograficznych z 12 krajów organizację Technical Image Press Association. Natomiast w marcu 2006 terminal otrzymał wyróżnienie w kategorii Telefon roku – obok zwycięskiego modelu SGH-D600 firmy Samsung oraz również wyróżnionego telefonu Nokia N90 – w konkursie Złote Anteny organizowanym przez miesięcznik Świat telekomunikacji.
W zestawie z telefonem znajdują się: kabel USB DCU-60, słuchawki stereo HPM-60, karta pamięci o pojemności 64 megabajtów, ładowarka oraz płyta z oprogramowaniem do połączenia z komputerem. Terminal jest dostępny w kolorach Oxidized Black i Blasted Silver.

## Możliwość modyfikacji oprogramowania
Ze względu na dużą popularność rynkową tego modelu pojawiło się wiele modyfikacji jego oprogramowania tworzonych przez zaawansowanych użytkowników. Możliwa jest zatem zmiana sterowników wbudowanego aparatu w celu poprawy jakości zdjęć lub wprowadzenia nowych funkcji (np. możliwości doboru parametrów ekspozycji, zmiany balansu bieli i czułości matrycy lub manualnego ustawiania ostrości). Modyfikacje oprogramowania układu dźwiękowego pozwalają m.in. uzyskać większą głośność dźwięku z wbudowanego głośnika, natomiast operacja zmiany sterowników wyświetlacza może przyspieszyć komunikację z jego układem elektronicznym, co sprawia, że telefon działa sprawniej.
Modyfikacje oprogramowania obejmują też tzw. łaty, podmieniające bajty w oryginalnym oprogramowaniu i powodujące dodanie lub zmianę jego wybranych funkcji i właściwości. Są one wprowadzane przed operacją wgrywania oprogramowania do telefonu w specjalnie do tego przeznaczonych programach komputerowych. Umożliwiają one m.in.:
- uzyskanie regulacji jasności wyświetlacza w zakresie 10–100% (oryginalnie: 50–100%),
- umożliwienie funkcjonowania telefonu bez karty SIM,
- usunięcie komunikatów ostrzegawczych aplikacji w języku Java,
- przeniesienie sterowników z wewnętrznego systemu plików na kartę pamięci.

Istnieje także możliwość zmiany całego oprogramowania telefonu na wersję z modelu W800i Walkman (lub D750i) ze względu na to, że w wymienionych telefonach zastosowano takie same układy elektroniczne, dzięki czemu w modelu K750i może pojawić się obecny w pierwszym z powyższych urządzeń dysponujący większą liczbą opcji odtwarzacz muzyczny oznaczony logiem Walkman oraz opcja uruchomienia tylko odtwarzacza bez konieczności startu modułu GSM. Technicznie możliwa jest również zmiana oprogramowania na to obecne w modelu W700i, co wiąże się jednak z utratą menu czynności i brakiem funkcji autofocus w aparacie fotograficznym.
Wszystkie powyższe zmiany nie zostały oficjalnie zaaprobowane przez producenta, wiążą się zatem z utratą gwarancji, a próby ich dokonania są obarczone możliwością uszkodzenia sprzętu.

## Dane techniczne

### Aparat fotograficzny
- rozdzielczość matrycy: 2.0 megapiksele
- maksymalna rozdzielczość zdjęć: 1632 × 1224 pikseli
- autofocus
- diodowa lampa doświetlająca
- samowyzwalacz
- zdjęcia seryjne
- zdjęcia panoramiczne
- zoom cyfrowy: 4x
- nagrywanie filmów wideo
- maksymalna rozdzielczość nagranego filmu: 176 × 144 pikseli

### Wyświetlacz
- rodzaj: kolorowy, TFT
- liczba wyświetlanych kolorów: 262 144
- rozdzielczość: 176 × 220 pikseli
- przekątna: 1,8 cala

### Przesyłanie danych
- USB
- IrDA
- Bluetooth
- WAP 2.0
- GPRS

### Wiadomości
- słownik SMS: T9
- obsługiwane typy wiadomości: SMS, EMS, MMS
- możliwość wysyłania długich wiadomości
- klient e-mail

### Zasilanie
- akumulator: 900 mAh Li-Poly
- czas czuwania według producenta (h): 400
- czas rozmów według producenta (min): 540

### Funkcje dźwiękowe
- system głośnomówiący
- odtwarzacz MP3
- dyktafon
- radio

### Inne
- Java 2.0
- kalendarz
- kalkulator
- notatnik
- zegarek
- budzik
- stoper
- minutnik
- polifonia
- dwudiodowa latarka